# Psammomoya
Psammomoya es un género de plantas con flores con cuatro especies pertenecientes a la familia Celastraceae.

## Taxonomía
El género fue descrito por Diels & Loes. y publicado en Botanische Jahrbücher für Systematik, Pflanzengeschichte und Pflanzengeographie 35: 399. 1904. La especie tipo es: Psammomoya choretroides

## Especies seleccionadas
- Psammomoya choretroides
- Psammomoya ephedroides
- Psammomoya grandiflora
- Psammomoya implexa